# Unione Sportiva Aosta 1911
L'Unione Sportiva Aosta 1911, meglio nota come Aosta, è una società calcistica italiana con sede nella città di Aosta. Milita in Seconda Categoria.
Denominata per la maggior parte della sua storia come Unione Sportiva Aosta, nonostante sostenesse di essere stato creato il 12 luglio 1911 (facendo riferimento ad una società precorritrice), la fondazione agli atti federali avvenne il 5 marzo 1929, mentre terminò la sua esistenza nel 1998, prima di essere rifondato nel 2021.

## Storia

### Primi passi: Augusta e Ansaldo
La prima squadra di calcio di cui si ha notizia ad Aosta fu la sezione football dell'Augusta Praetoria, creata nel 1908 e scioltasi nel 1910. Nel 1911, invece, sorse la prima costituzione dell'Unione Sportiva Aosta, l'Augusta Praetoria Sport, che terminò di esistere con la prima guerra mondiale. Il club seguente fu quello del Gruppo Sportivo Ansaldo, istituito nel 1919 e affiliatosi alla Confederazione Calcistica Italiana.

### Dall'inizio al termine della seconda guerra mondiale
L'Aosta Sport Club, nato nel 1925, si affiliò alla FIGC nel 1927. Si tratta dello stesso Aosta che nel 1929 si riaffiliò alla FIGC e al Direttorio Regionale Piemontese come Associazione Calcio Aosta, denominazione poi cambiata in Associazione Sportiva Aosta.
La prima categoria importante dell'Aosta venne raggiunta nel 1941 quando conquistò la promozione a un campionato di Serie C, campionato paragonabile ai campionati interregionali dell'inizio del XXI secolo. La permanenza in Serie C continuò anche dopo la guerra, quando la denominazione fu cambiata in Unione Sportiva Aosta.
Dopo il primo allenatore della squadra, lo juventino Domenico Donna, Angelo Tabanelli fu impegnato nel campionato piemontese di Terza Divisione della stagione 1929-1930.
Nella stagione successiva opera al suo posto Raffaele Tognoni, il primo allenatore ad essere anche direttore tecnico, mentre nella stagione 1934-1935 viene affiancato a Francesco Mattuteia il primo allenatore in seconda, Othmar Freppaz.
Con il passaggio dalla Seconda alla Divisione piemontese, Mattuteia divenne il decano degli allenatori in rossonero (dal 1933 al 1939) per poi diventare allenatore in 2ª negli anni '50 e '60. Nella stagione 1939-1940 era passato nell'altra squadra valdostana esistente in 1ª Divisione, ovvero il Dopolavoro Aziendale Cogne-Valdigna, fondato dai minatori che lavoravano a La Thuile e Morgex. Proprio in quel campionato di Prima Divisione sono questi ultimi a sopravanzare i rossoneri (ancora con maglie a strisce verticali) come nella stagione precedente, nella quale si erano aggiudicati entrambi i derby. Nel biennio 1939-1940 e 1940-1941, nel quale l'Aosta torna ad essere protagonista in ambito regionale, Vincenzo Bianchi, già buon atleta anche in altre discipline tra le quali la ginnastica, spicca fra i migliori giocatori della squadra, mentre nel settembre 1941 la stessa, dopo essersi classificata al 2º posto dopo gli spareggi per la promozione in Serie C, viene promossa in Serie C 1941-1942.
Il nuovo presidente Raffaele Tognoni, già direttore tecnico e allenatore dal 1931 al 1933 e il suo vice Giacomo Gallavrese assumono in qualità di allenatore Mario Malatesta, già giocatore in Serie A col Liguria. Il campionato, che vedeva allineate le squadre di 3 regioni (Liguria, Piemonte e Valle d'Aosta), venne vinto dal Cuneo con 50 punti, mentre l'Aosta con 21 si salvò classificandosi al 13º posto. Nel successivo campionato 1942-1943, vinto dalla Biellese con 37 punti davanti a Pro Vercelli (30) e Cuneo (28) l'Aosta si classificò al nono posto. La prima maglia rossonera con due bande risale al campionato di Prima Divisione 1940-1941.
L'intensificarsi della guerra portava all'inattività per le stagioni 1943-1944 e 1944-1945. A ostilità terminate, la società si riaffiliava alla FIGC con denominazione U.S. Aosta, denominazione rimasta invariata fino allo scioglimento avvenuto nel campionato di Promozione 1997-1998.

### Dal dopoguerra fino agli anni cinquanta

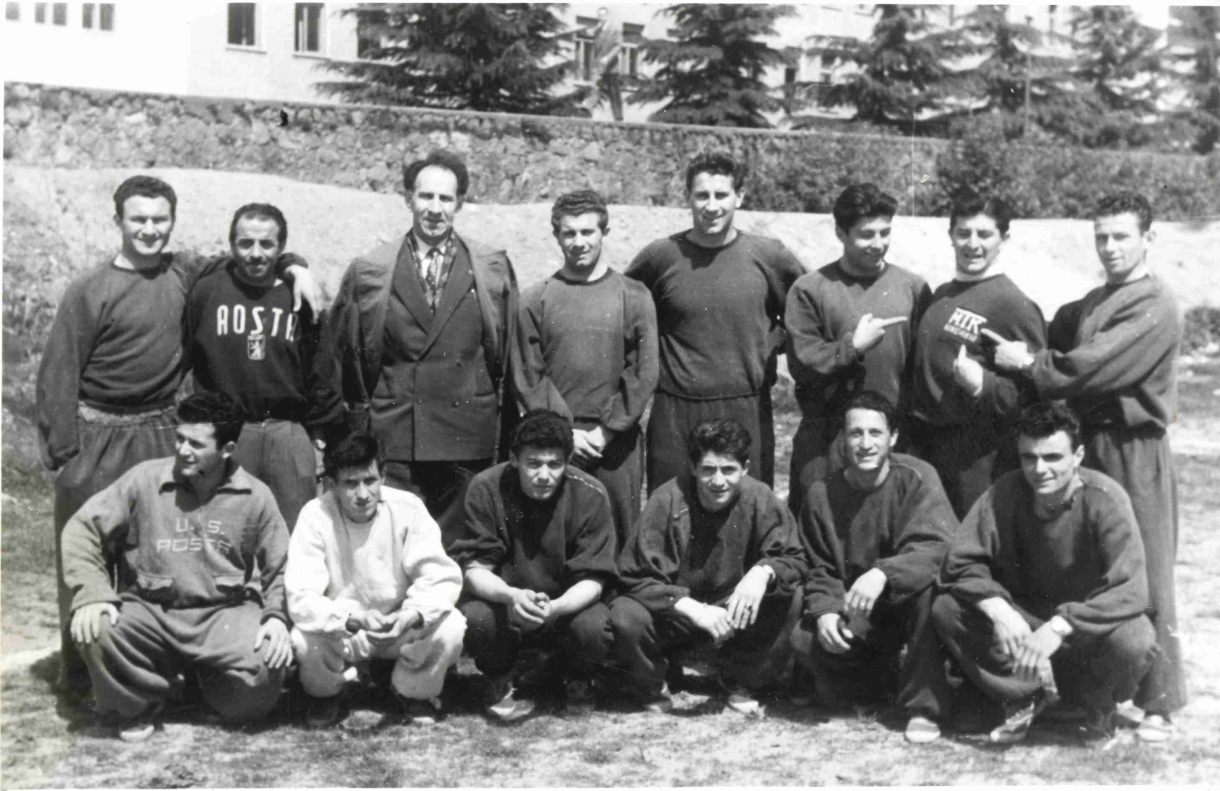
Una formazione dell'Aosta nella stagione 1953-1954

Tra 1945 ed il 1948 la neonata U.S. Aosta disputa tre campionati di Serie C sotto la guida di Pino Casana, Gino Rossetti e Giovanni Berrone. Nel 1948 la squadra retrocede in Promozione e nella stagione successiva l'allenatore Vittorio Faroppa viene esonerato per lasciare spazio a una commissione tecnica formata da Giovanni Marchese, Giacomo Gallavrese, Atair Bosonetto.
La stagione 1950-1951 è quella dell'ultima promozione in C sotto la guida di Gino Rossetti giunse nel 1951, ma durò per una sola stagione.
In quel periodo elemento di spicco della squadra fu Dal Monte II (Giorgio Dal Monte), centravanti proveniente dal settore giovanile il quale, esordiente a 16 anni, arrivò ad essere cannoniere nelle stagioni 1949-1950 (32 reti) e 1950-1951 (30 reti), per poi essere ceduto al Genoa nel 1952 per appianare tutti i debiti societari.
Dal 1959 al 1962, l'U.S. Aosta partecipa al campionato di serie D Semiprofessionisti. Retrocede in Prima Categoria Piemontese nel 1962/63.

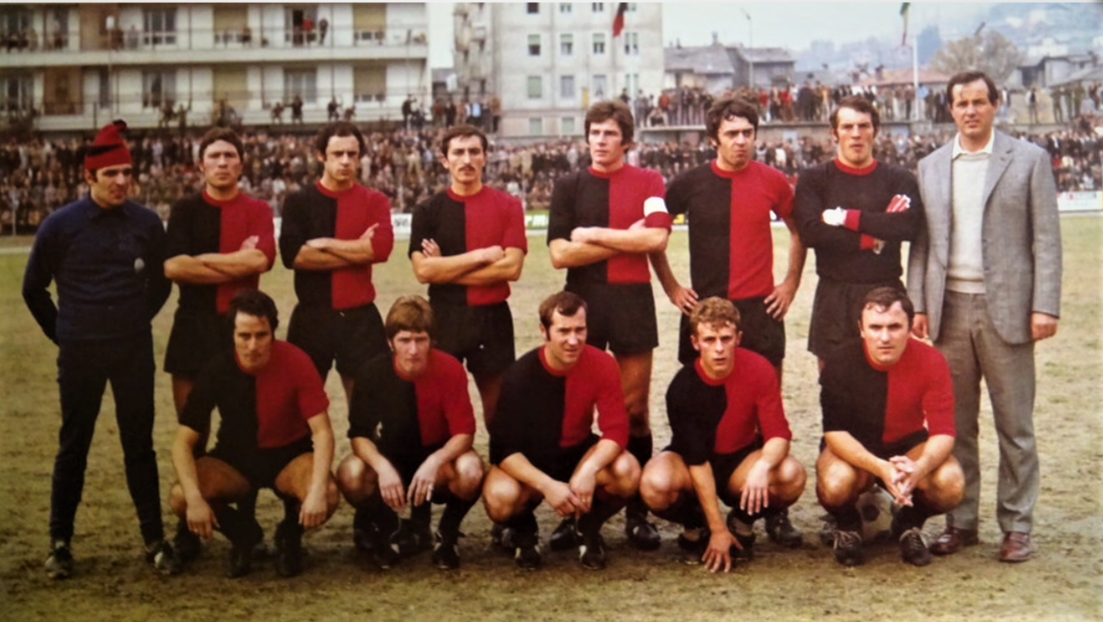
Una formazione dell'Aosta nella stagione 1970-1971

Dopo questo periodo ci furono segnali di ripresa con la conquista delle partecipazioni alla Serie D Semiprofessionisti (quarto livello Nazionale) alla fine degli anni '70 derivate dalle vittorie dei campionati di Promozione ottenute negli anni 1968/1969, 1973/1974 e 1976/1977.

### Dalla fine degli anni '70 agli '80
A partire dal 1977-1978 la squadra rimase stabilmente nel campionato di Serie D, grazie ad una politica accorta (dalla stagione 1977-78 alla 1980-81 compresa) di utilizzo di numerosi elementi provenienti dalla forte squadra Berretti. Nelle stagioni 1983-84 e 1984-85 si effettuarono scelte di investimento non redditizio che posero i prodromi per un nuovo periodo nebuloso, sia per i bilanci societari sia per i risultati tecnici.
Da un punto di vista gestionale, vi furono delle forti difficoltà economiche. A queste stagioni seguì un periodo di salvezze in extremis (nei campionati 1985-1986 e 1986-1987) fino alla retrocessione in Promozione nella stagione 1987-1988, mentre era presidente Emilio Bertona. La società venne ripescata nell'Interregionale per la stagione 1988-1989 e rinominata Aosta-Leasing, dal nome dello sponsor. Nel 1990-1991, la squadra conquistò la promozione in Serie C2 professionisti, nonché il titolo di Vicecampione d'Italia Interregionale battendo il Cerveteri Roma (2-1), la Pistoiese (1-6) e cedendo in finale davanti al Matera (1-0).

### Anni novanta: la serie C2 e il dissesto finanziario
Nella stagione 1991-1992, per i rossoneri la prima delle quattro consecutive in serie C2 Professionisti, si salvò arrivando al tredicesimo posto. Nel successivo campionato 1992-1993, la squadra riuscì ancora ad evitare la retrocessione terminando al quartultimo posto.
Nel 1993-1994, la società retrocedette dalla C2 perdendo ai rigori lo spareggio ai play-out del 26 giugno 1994 con il Trento. Nel 1994-1995 la squadra venne ripescata per meriti sportivi, ma il forte indebitamento e il cambio di tre allenatori durante la stagione, la portarono nuovamente alla retrocessione nel nuovo Campionato Nazionale Dilettanti.
In seguito, con Ferruccio Mazzola allenatore la squadra retrocesse, per giocare in Eccellenza nel 1996-1997 e poi in Promozione nel 1997-1998, fino alla definitiva chiusura per mancato pagamento dei debiti nel 1998, mentre era presidente Massimo Pavan con delega a Walter Barbero.

### La rifondazione
Nel 2021, il commercialista Paolo Laurencet annuncia che la squadra verrà rifondata con i colori sociali tradizionali ma con matricola e simbolo non originari e che parteciperà al campionato di Terza Categoria.
Nel 2024, il VDA Aosta Calcio 1911 si fonde con l'Aosta Calcio 511 per dare vita all'Aosta Calcio. Stante la retrocessione dell'Aosta Calcio 511 dalla Prima Categoria 2023-2024, la nuova squadra disputa il campionato di Seconda Categoria 2024-2025.

## Colori e simboli
I colori del club sono il rosso e il nero, presenti sul gonfalone cittadino e sulla bandiera della Valle d'Aosta.
Il simbolo è il leone rampante, presente sullo stemma della città di Aosta e che rappresenta anche la Regione.

## Strutture

### Stadio
L'Aosta giocava le sue partite interne allo stadio Mario Puchoz. L'impianto venne costruito nel 1954 con il fine di sostituire il vecchio Campo Sportivo della Gioventù Italiana del Littorio, costruito nel 1936. La sua capienza è di 2 000 spettatori. Nel 1993 ci fu una drastica riduzione degli oltre 4 000 posti disponibili.
L'Aosta rifondato nel 2021 gioca le sue partite interne allo Stadio Tzambarlet di Aosta. Dalla stagione 2023-2024, l'impianto casalingo è il centro sportivo di Saint-Pierre, in località Saint-Jacquême.

## Allenatori e presidenti
- 1908-1909  Domenico Donna
- 1909-1911 ?
- 1911-1912  Domenico Donna
- 1919-1929 ?
- 1929-1930  Angelo Tabanelli
- 1930-1933  Raffaele Tognoni
- 1933-1939  Francesco Mattuteia
- 1939-1941  Vincenzo Bianchi
- 1941-1943  Mario Malatesta
- 1945-1948  Pino Casana
- 1948-1949  Vittorio Faroppa (1ª-15ª)
 Giovanni Marchese,  Giacomo Gallavrese e  Atair Bosonetto[17] (16ª-30ª)
- 1949-1950  Gino Rossetti
- 1951-1954  János Neu
- 1954-1955 Ferenc Hirzer
- 1955-1956  Gino Rossetti
- 1956-1957  Guido Tieghi
- 1957-1958  Alfredo Bodoira
- 1958-1959  Guido Tieghi (1ª-10ª)
 Vittorio Sentimenti (III) (11ª-34ª)
- 1959-1961  Vittorio Sentimenti (III)
- 1961-1962  Vittorio Sentimenti (III) (1ª-25ª)
 Serafino Danieli (26ª-34ª)
- 1962-1963  Ferenc Fehér
- 1963-1964  Mario Villini
- 1964-1965  Giuseppe Romano
- 1965-1966  Július Korostelev
- 1966-1967  Franco Barenghi
- 1967-1968  Antonio Montico
- 1968-1969  Giovanni Viola
- 1969-1970  Livio Bussi
- 1970-1971  Antonio Montico
- 1971-1972  Cesare Tieri
- 1972-1973  Cesare Tieri (1ª)
 Serafino Danieli (2ª-6ª)
 Giovanni Donna (7ª-30ª)
- 1973-1975  Giovanni Donna
- 1975-1977  Nunzio Santoro
- 1977-1978  Tiberio Manzini (1ª-10ª)
 Osvaldo Cardellina (11ª-12ª)
 Dino Binacchi (13ª-34ª)
- 1978-1979  Dino Binacchi
- 1979-1980  Urano Navarrini
- 1980-1981  Urano Navarrini (1ª-8ª)
 Osvaldo Cardellina (9ª-13ª)
 Natalino Fossati (14ª-34ª)
- 1981-1983  Osvaldo Cardellina
- 1983-1984  Nello Santin
- 1984-1985  Giuseppe Zanelli (1ª-15ª)
 Giovanni Mialich (16ª-30ª)[18]
- 1985-1986  Nunzio Santoro (1ª)
 Giovanni Mialich (2ª-30ª)
- 1986-1987  Mario Bastoni
- 1987-1988  Mario Bastoni (1ª-23ª)
 Mirko Feder (24ª-30ª)
- 1988-1990  Giovanni Sacco
- 1990-1991  Agostino Alzani e  Osvaldo Cardellina (D.T.)[19][20]
- 1991-1992  Natalino Fossati
- 1992-1993  Lorenzo Barlassina
- 1993-1994  Marco Taffi
- 1994-1995  Marco Taffi (1ª-11ª)
 Giuliano Ciravegna (12ª-17ª)
 Ferruccio Mazzola (18ª-34ª)
- 1995-1996  Ferdinando Donati (1ª-34ª)
- 1996-1997  Marco Taffi (1ª-12ª)
 Mauro Cusano (13ª-30ª)
- 1997-1998  Mauro Cusano (1ª-6ª)
 Piero Ciri (7ª-30ª)

- 1909-1911  Avv. Giuseppe Domenico Donna
- 1911-?  Gen. Francesco Gastaldi
- 1920-?  ?
- 1924-1925  Mario Guerraz
- 1925-1927  Enrico Cuaz
- 1927-1930  Giovanni Battista Tubère
- 1930-1934  Commissario U.L.I.C.
- 1934-1938  Enrico Cuaz
- 1938-1943  Raffaele Tognoni
- 1943-1945 Sospensione di ogni attività per motivi bellici
- 1946-1948  Rivella Billia
- 1948-1952  Avv. Vittorino Bondaz
- 1952-1958  Enrico Cuaz
- 1958-1960  Domenico Boley
- 1960-1961  Alfieri Ezio Tognonato
- 1961-1962  Carlo Farinet 
 Leo Guglielminotti (Commissario Straordinario)
- 1962-1965  Francesco Marta
- 1964-1970  Gianni Bondaz
- 1970-1973  Gino Guasti
- 1973-1981  Leo Guglielminotti
- 1981-1983  Annamaria Pugliatti
- 1983-1984  Pier Antonio Genestrone
- 1984-1986  Luciano Bolzon
- 1986-1992  Emilio Bertona
- 1992-1997  Massimo Pavan
- 1997-1998  Massimo Pavan
 Walter Barbero

## Statistiche e record

### Partecipazione ai campionati
| Livello | Categoria                       | Partecipazioni | Debutto   | Ultima stagione | Totale |
| ------- | ------------------------------- | -------------- | --------- | --------------- | ------ |
| 3º      | Serie C                         | 6              | 1941-1942 | 1951-1952       | 6      |
| 4º      | Promozione                      | 3              | 1948-1949 | 1950-1951       | 17     |
| 4º      | IV Serie                        | 3              | 1952-1953 | 1954-1955       | 17     |
| 4º      | Serie D                         | 7              | 1959-1960 | 1977-1978       | 17     |
| 4º      | Serie C2                        | 4              | 1991-1992 | 1994-1995       | 17     |
| 5º      | Serie D                         | 3              | 1978-1979 | 1980-1981       | 14     |
| 5º      | Campionato Interregionale       | 10             | 1981-1982 | 1990-1991       | 14     |
| 5º      | Campionato Nazionale Dilettanti | 1              | 1995-1996 | 1995-1996       | 14     |

## Palmarès

### Competizioni nazionali
- Trofeo Jacinto - Vicecampione d'Italia Interregionale

1990-1991

### Competizioni interregionali
- Promozione 1950-1951: 1

1950-1951 (girone E), dopo spareggi e sorteggio
- IV Serie: 1

1953-1954 (girone A)
- Campionato Interregionale: 1

1990-1991 (girone B)

### Competizioni regionali
- Promozione: 3

1968-1969, 1973-1974, 1976-1977